# Sankt Simeons och Sankt Savas kyrka
Sankt Simeons och Sankt Savas kyrka (serbisk kyrilliska: Црква Светог Симеона и Светог Саве; latinska: Crkva Svetog Simeona i Svetog Save) är en serbisk-ortodox kyrkobyggnad belägen i byn Kusadak i staden och kommunen Smederevska Palanka, i den statistiska regionen Södra och östra Serbien i Serbien.
Kyrkan är helgad åt de serbiska helgonen Sankt Simeon (född som Stefan Nemanja) och Sankt Sava. Den tillhör Šumadijas stift.

## Historik
Sankt Simeons och Sankt Savas kyrka byggdes år 1998.

## Bilder

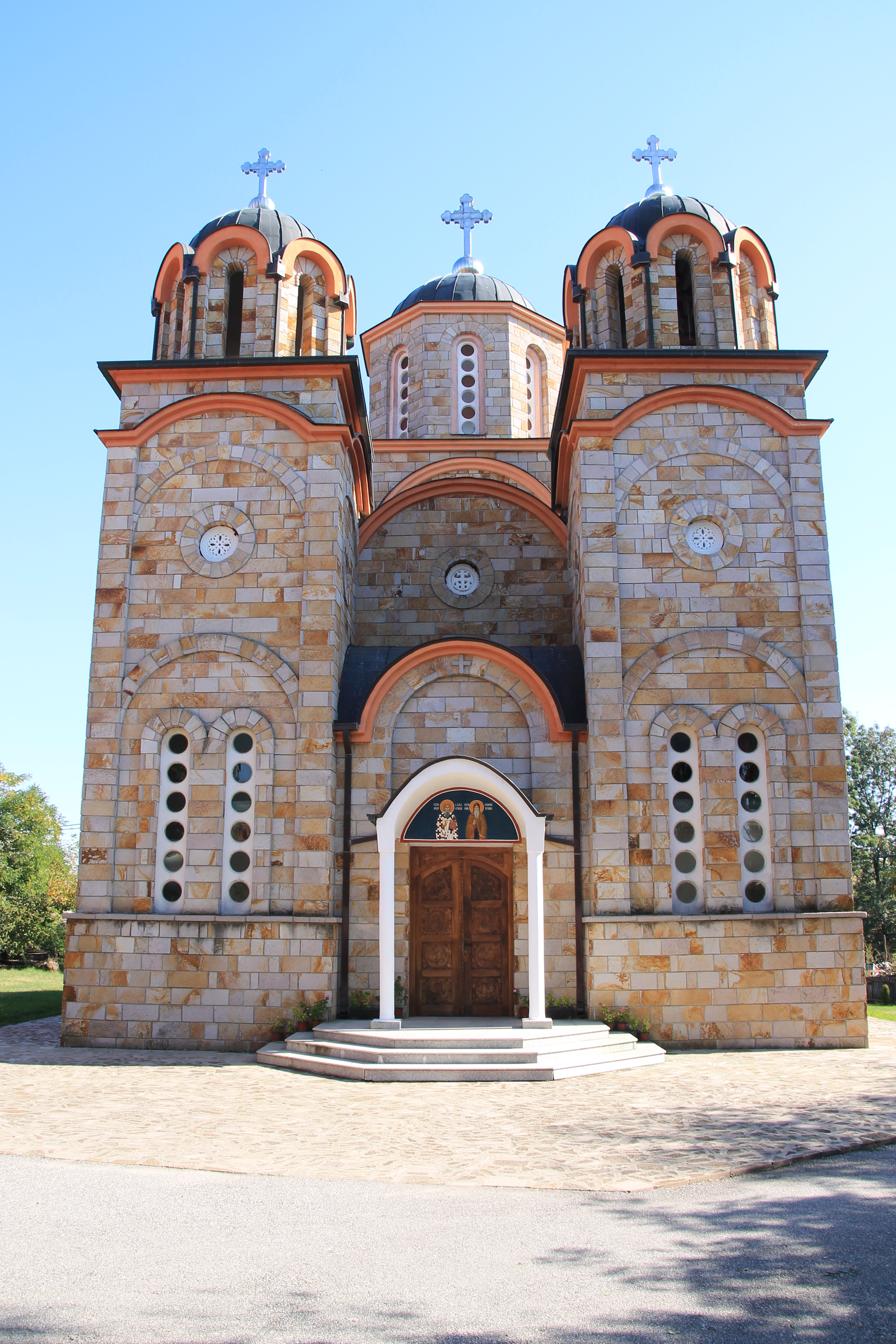
Framsidan.
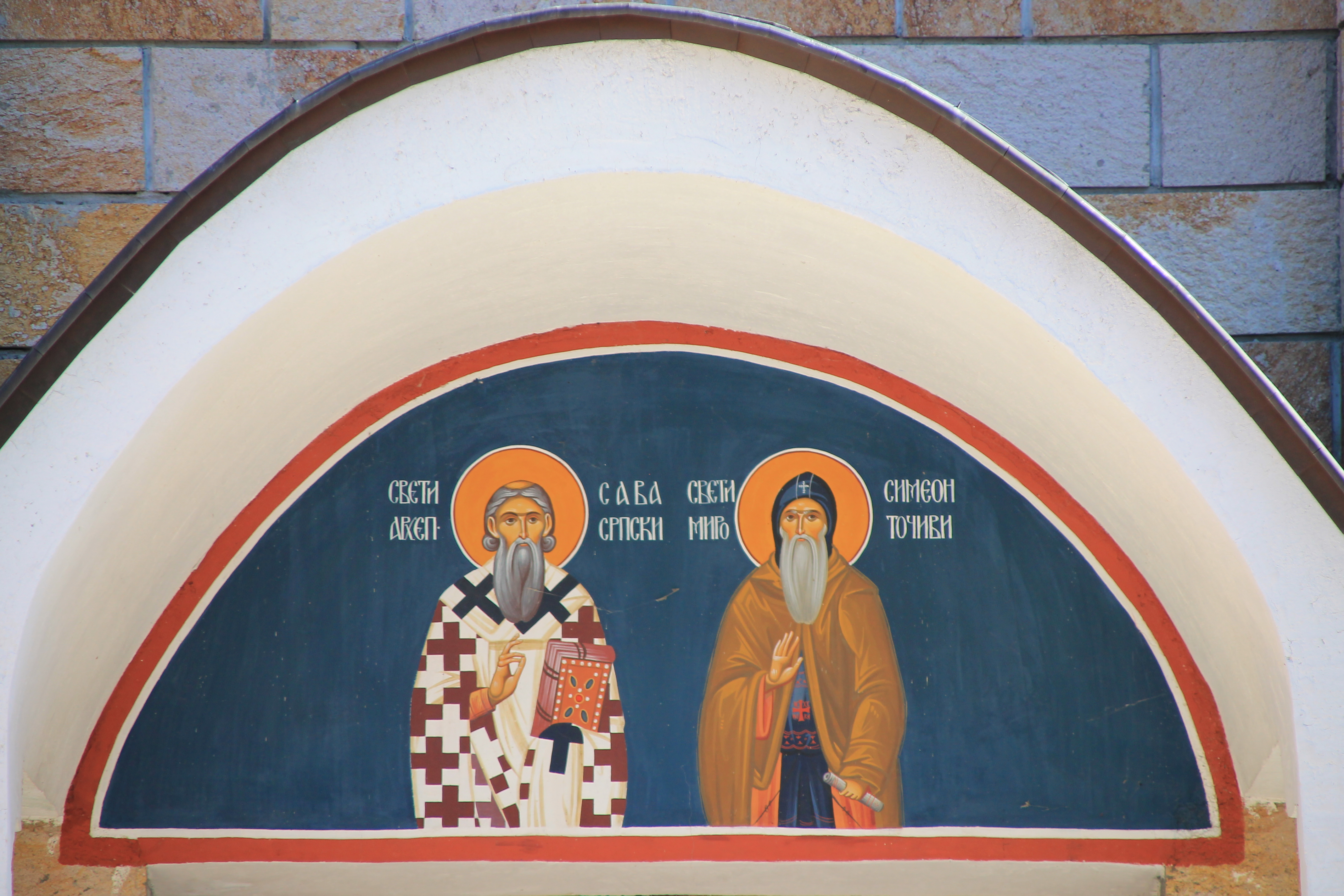
Sankt Simeon och Sankt Sava avbildade ovanför entrén.
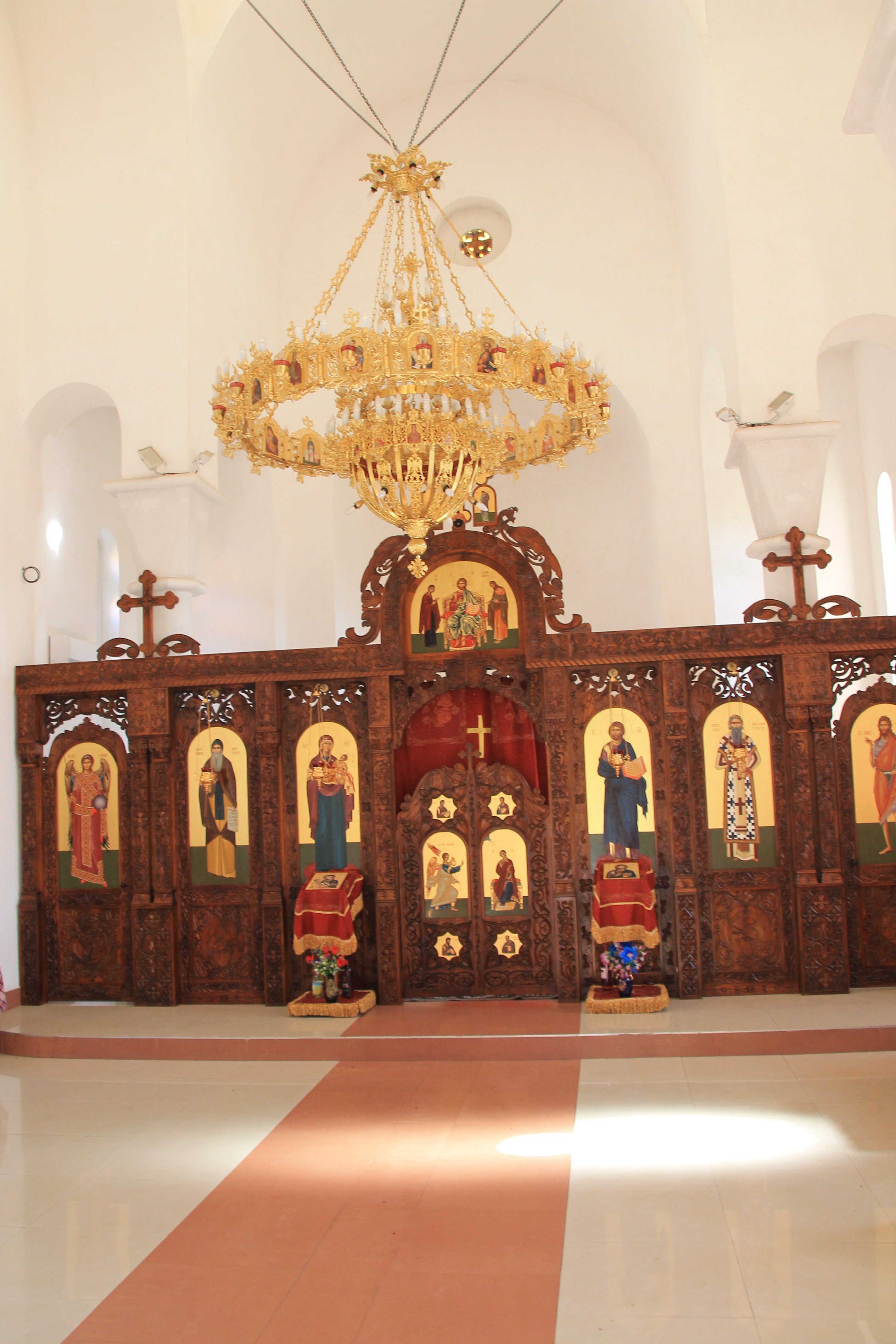
Kyrkans interiör mot ikonostasen.